# FC Eastleigh
Der FC Eastleigh (offiziell: Eastleigh Football Club) – auch bekannt als The Spitfires – ist ein Fußballklub aus der südenglischen Stadt Eastleigh, Hampshire. Er spielte seit 2014 in der fünftklassigen National League.

## Geschichte
Der Klub wurde erst 1946 unter dem Namen Swaythling Athletic gegründet und fand 1950 Aufnahme in die Hampshire League. 1973 wurde das Athletic aus dem Namen gestrichen, 1980 gab man sich den heutigen Namen. 1986 gehörte man zu den Gründungsmitgliedern der Wessex League, aus der man 2003 in die Division One East der Southern League aufstieg. In Folge einer Ligenumstrukturierung, wurde man zur Saison 2004/05 in die Premier Division der Isthmian League eingruppiert, aus der man direkt als Play-off-Sieger in die sechstklassige Conference South aufstieg. Im FA Cup 2009/10 erreichte man erstmals die erste Hauptrunde, seither gelangte man zweimal bis in die dritte Hauptrunde des Wettbewerbs (2015/16 2:3 gegen die Bolton Wanderers im Wiederholungsspiel, 2016/17 1:5 gegen den FC Brentford). Nach mehreren Platzierungen in der oberen Tabellenhälfte wurde man in der Saison 2013/14 Meister der Conference South und stieg damit in die Conference National (seit 2015 National League) auf, die höchste Spielklasse im englischen Non-League football. Dort erreichte man direkt in der ersten Saison das bisher beste Abschneiden, als man als Tabellenvierter an den Aufstiegsplayoffs zur Football League teilnahm, allerdings im Halbfinale an Grimsby Town scheiterte, 2019 spielte man erneut in den Play-offs um den Aufstieg, gegen den späteren Sieger Salford City scheiterte man im Halbfinale im Elfmeterschießen.
Eastleigh trägt seine Spiele im Ten Acres aus, das Gelände wird vom Klub seit 1957 genutzt. Der Spitzname „the Spitfires“ wurde 2005 in Absprache mit der Fanbasis adoptiert, der Flugzeugtyp startete 1936 auf dem Eastleigh Airport (heute: Southampton International Airport) zu seinem Jungfernflug.

## Ligazugehörigkeit
- 1948–1950: Southampton Senior League
- 1950–1986: Hampshire League
- 1986–2003: Wessex League
- 2003–2004: Southern League
- 2004–2005: Isthmian League
- 2005–2014: Conference South
- seit 2014: Conference National / National League